# Trận ngoại ô Marjah
Trận đánh tại ngoại ô Marjah mở màn ngày 9 tháng 2 năm 2010 bên ngoài thị trấn Marjah, thuộc Tỉnh Helmand, miền nam Afghanistan trong Chiến tranh Afghanistan.
Đây là một cuộc hành quân thăm dò của Quân đội Hoa Kỳ nhằm mục đích dọn đường cho chiến dịch tấn công của liên quân Hoa Kỳ và chính phủ Afghanistan với mục tiêu là thị trấn dưới sự kiểm soát của Taliban tại khu vực Nam Afghanistan. Cùng lúc, các giới chức NATO và Afghanistan kêu gọi thành phần chiếm giữ Marjah, nơi sắp sửa có cuộc hành quân lớn, hãy giải giới và khuyên dân thường hãy đi lánh nạn.
Lực lượng liên quân gồm 400 binh sĩ TQLC Hoa kỳ cùng 250 lính chính phủ Afghanistan và 30 huấn luyện viên Canada áp sát mục tiêu ở về phía Đông Bắc của thành phố. Không có báo cáo về tổn thất. Các cột khói bốc lên tại vùng này và các phóng viên đi dùng với quân Hoa Kỳ nghe thấy tiếng súng và tiếng lựu đạn nổ.

## Trích dẫn
Thành phố có 80.000 dân và hàng trăm người dân bỏ chạy khỏi trung tâm chế biến thuốc phiện trước khi trận chiến xảy ra. Nhưng quân Taliban chặn đường thoát của dân chúng và họ phải lánh nạn trong nhà. Cuộc hành quân lớn kế tiếp là trận đánh quy mô lớn đầu tiên sau khi Tổng thống Barack Obama lập kế hoạch triển khai thêm 30.000 quân đến chiến trường Afghanistan.